# SN 2007tg
SN 2007tg – supernowa typu Ia odkryta 6 października 2007 roku w galaktyce A020610-0442. Jej jasność pozostaje nieznana.